# Svartnäbbad tjäder
Svartnäbbad tjäder (Tetrao urogalloides) är en asiatisk hönsfågel i familjen hönsfåglar, den östliga motsvarigheten till nära släktingen tjädern. Den tros minska i antal till följd av jakt, men beståndet anses vara livskraftigt.

## Kännetecken

### Utseende
Svartnäbbad tjäder är med en kroppsstorlek på 69-97 cm en mycket stor hönsfågel (hanen 89–97 cm, honan 69–75 cm), dock något mindre än tjädern och med mindre, svart näbb. Den är i övrigt lik tjädern, med kraftig kropp, stort huvud, tjock hals, "skägg" och en stjärt som kan spridas ut som en solfjäder.
Hanen har svart på huvud, hals och bröst, med purpurglans på ovansidan och grönglans under. Rygg, övergump och vingar är mörkbruna med vita fläckar på skapularer och vingtäckare. Långa bruna övre stjärttäckare med vita spetsar kontrasterar tydligt med den svarta stjärten. Buk, flanker och undergump är även de mörkbruna. Hanar i populationen på Kamtjatkahalvön har mycket större vita fläckar på vingarna samt små vita fläckar på flankerna.
Honan är mindre, mörkbrun och bandat svart och beige. Vita spetsar på täckarna bildar ett vingband. Stjärten har grå spets. Jämfört med tjäderhonan är den gråare, mer enhetligt bandad undertil och har tydligare vitt på vingen.

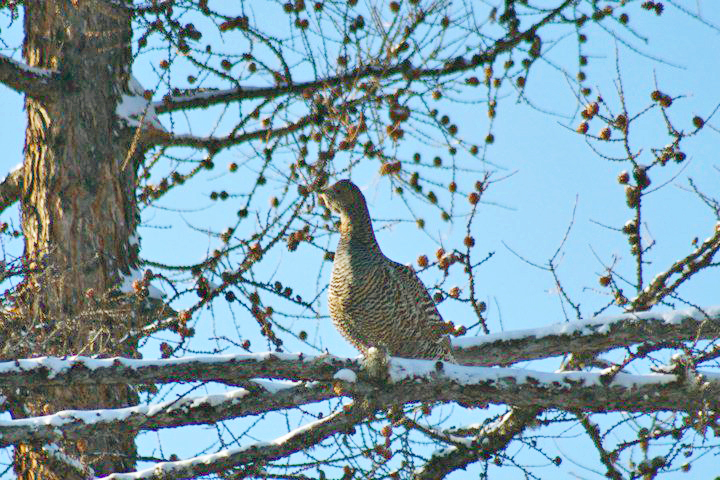
Hona svartnäbbad tjäder i en lärk.

### Läten
Tjäderspelet som utförs på marken precis innan soluppgången består av märkliga klickningar som övergår i en kort drill.

## Utbredning och systematik
Svartnäbbad tjäder delas in i tre underarter med följande utbredning:
- Tetrao urogalloides urogalloides – förekommer från östra Sibirien till norra Manchuriet, Ussuriland och Sachalin
- Tetrao urogalloides kamtschaticus – förekommer på Kamtjatka
- Tetrao urogalloides stegmanni – förekommer vid Bajkalsjön, i Sajanbergen och i norra Mongoliet

Underarten stegmanni inkluderas ofta i urogalloides.

## Släktskap
Tjädrar placerades tidigare tillsammans med järpar, orrar, präriehöns och ripor i den egna familjen skogshöns (Tetraonidae). Genetiska studier visar dock att de utgör en del av familjen Phasianidae. Där utgör de en klad närmast släkt med kalkoner (Meleagris) och dessa två tillsammans med koklassfasan (Pucrasia macrolopha). Tjädrarna är närmast släkt med orrar (Lyrurus). Tillsammans står de närmast nordamerikanska arten  granjärpe (Canachites).

## Levnadssätt
Svartnäbbad tjäder förekommer i lärkskog och tallskog i tajga i låglänta områden och bergstrakter upp till 1000 meters höjd. På Kamtjatkahalvön ses den även i björkskog. Vintertid lever den av skott från lärk och björk samt nypon, sommartid olika sorters örter, gräs och ryggradslösa djur, dock främst ljungväxter. Hanarna spelar från mitten av april, äggläggning sker maj-juni och kycklingar har noterats så sent som slutet av juli. Arten är troligen stannfågel, även om kunskapen om dess rörelser är mycket begränsad.

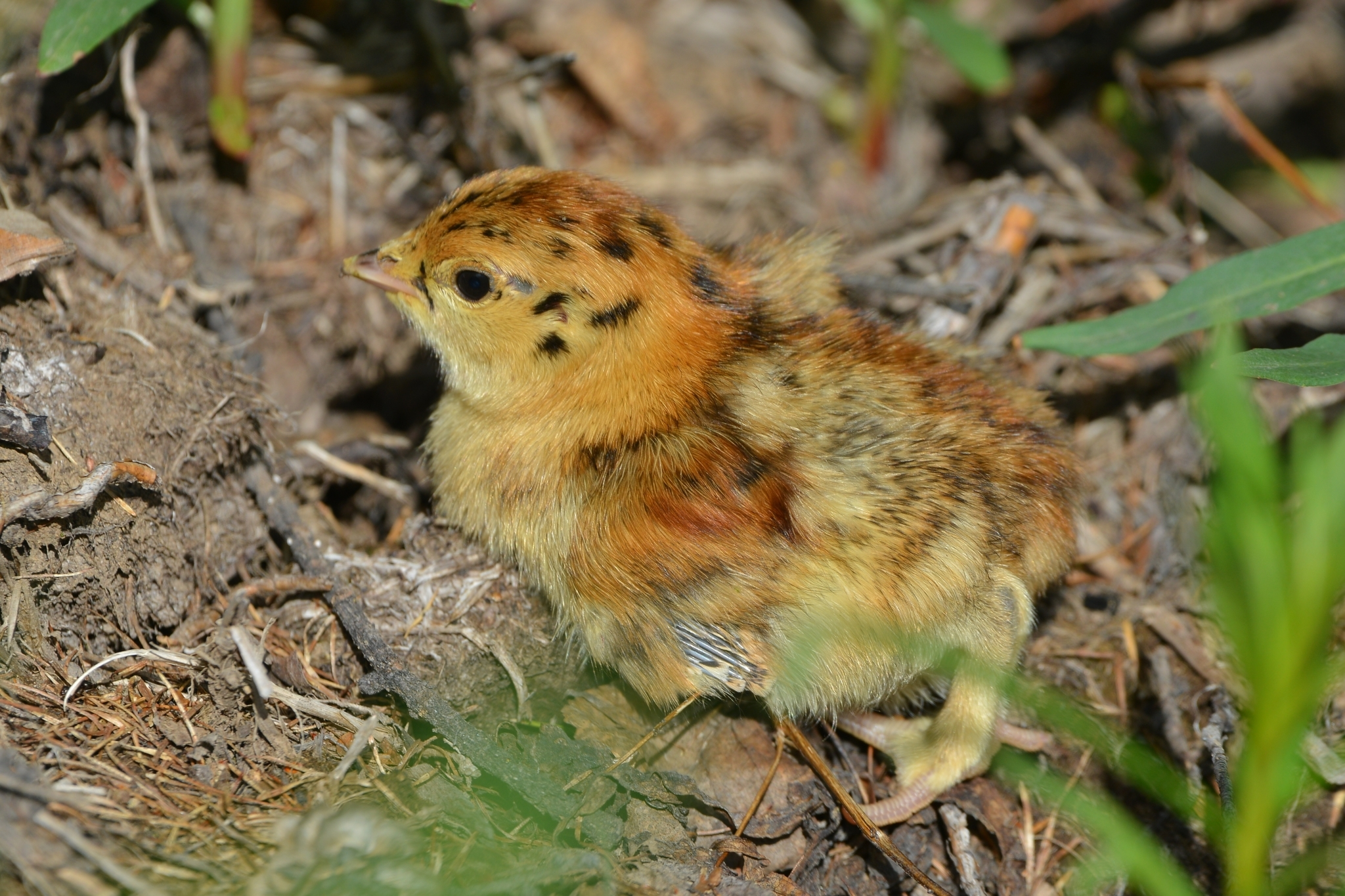
Kyckling från svartnäbbad tjäder.

## Status och hot
Arten har ett stort utbredningsområde och en stor population, men tros minska i antal till följd av jakt, dock inte tillräckligt kraftigt för att den ska betraktas som hotad. Internationella naturvårdsunionen IUCN kategoriserar därför arten som livskraftig (LC). Det är möjligt att denna minskning är en del av naturliga fluktuationer.